# (9577) Gropius
(9577) Gropius ist ein Asteroid des inneren Hauptgürtels, der von dem deutschen Astronomen Freimut Börngen am 2. Februar 1989 am Observatorium Tautenburg (IAU-Code 033) im Thüringer Tautenburger Wald entdeckt wurde.
Der Asteroid gehört zur Nysa-Gruppe, einer nach (44) Nysa benannten Gruppe von Asteroiden (auch Hertha-Familie genannt, nach (135) Hertha). Die zeitlosen (nichtoskulierenden) Bahnelemente von (9577) Gropius sind fast identisch mit denjenigen der vier kleineren, wenn man von der Absoluten Helligkeit von 15,7, 15,1, 17,1 und 17,4 gegenüber 15,0 ausgeht, Asteroiden (14217) Oaxaca, (70183) 1999 RA3, (227214) 2005 QU177 und (312754) 2010 TG98.
Die Bahn von (9577) Gropius wurde 1998 gesichert, so dass eine Nummerierung vergeben werden konnte. Der Asteroid wurde am 2. Februar 1999, auf den Tag genau zehn Jahre nach seiner Entdeckung, auf Vorschlag von Freimut Börngen nach dem deutschen Architekten Walter Gropius benannt, dem Gründer des Bauhauses. 1998 hatte Börngen einen Asteroiden des äußeren Hauptgürtels nach dem Bauhaus benannt: (8502) Bauhaus.